# Ktulu
Ktulu es un grupo de metal de Barcelona (España). Fundado en 1986, sigue en activo tras una larga trayectoria con nueve discos a sus espaldas.
Su estilo musical, con influencias de la escena metálica de la Bay Area californiana de los '80, abarca el  thrash metal, groove metal e industrial metal. Sus letras son un alegato a favor de la libertad de expresión y de los derechos humanos y en contra de la censura.
Su nombre proviene del tema "The Call of Ktulu" de la banda Metallica, inspirado en Cthulhu, ente creado por el escritor H. P. Lovecraft.

## Historia
Comenzaron a tocar a finales de 1986 en Hospitalet de Llobregat (Barcelona) como grupo de thrash metal, con influencias de la escena metálica de la Bay Area californiana de los '80. En 1991 publicaron en vinilo su primer disco llamado Involución.
En su siguiente trabajo, titulado Orden Genético y lanzado en 1994, cambian hacia un metal un poco más vanguardista, pero sin desprenderse de sus raíces. En él se puede encontrar el tema "Apocalipsis 25 D", incluido en la banda sonora de la película El día de la Bestia de Álex de la Iglesia, que supone un encuentro de la banda con un nuevo estilo más industrial añadiendo samplers y sonidos pregrabados. Este trabajo hace que su música conquiste al gran público, siendo a partir de este momento más conocidos, y más aún con la gira 
por España realizada con Extremoduro, Soziedad Alkoholika, Def con Dos y The Pleasure Fuckers.

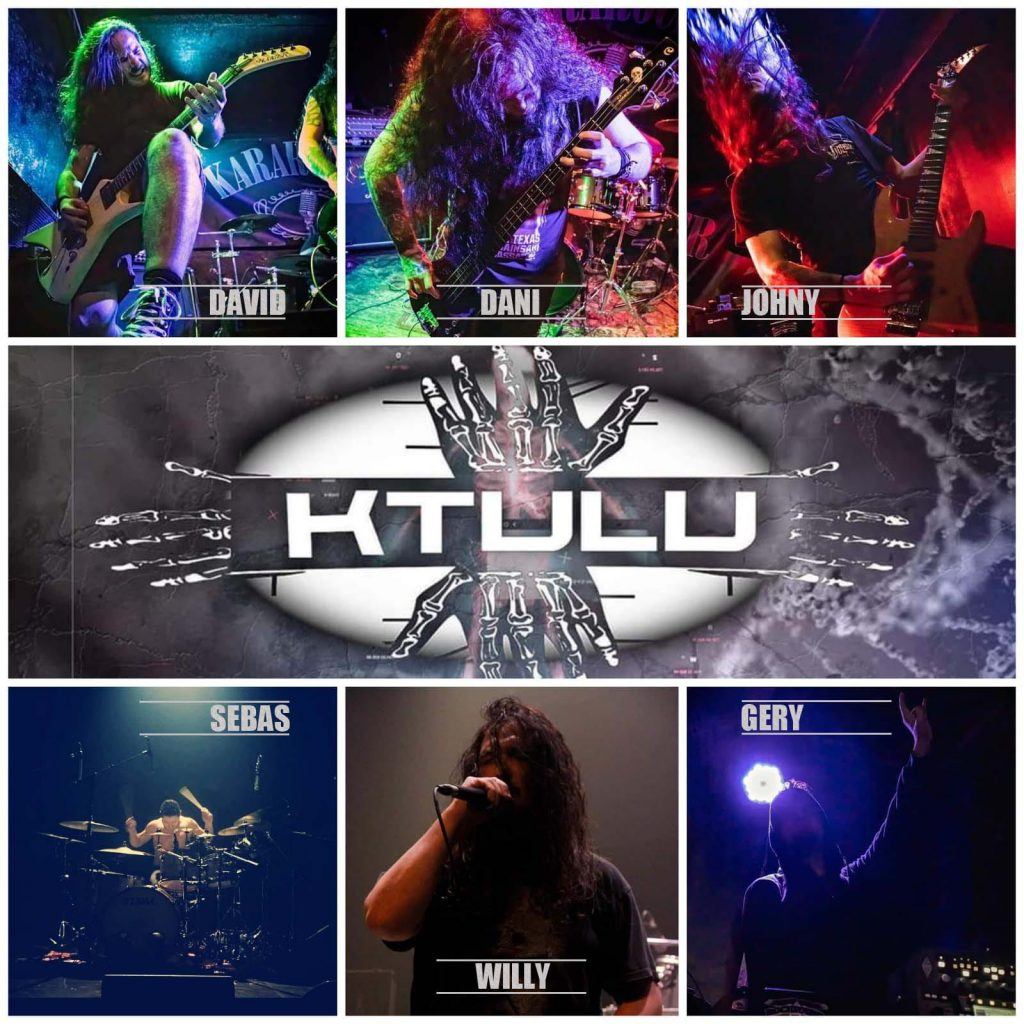
Ktulu 2020

En 1997 publicaron  Confrontación (producido por el danés Jan Borsing), entrando de lleno en el terreno del metal industrial.
Ese mismo año lanzan otro nuevo disco: El Latido del Miedo. La banda se adentra en el terreno del metal industrial más extremo remezclando ocho temas de Confrontación.
Continúan en la banda Willy (voz), Jorge (guitarra) y Miguel (batería), a los que se unen Pedro (guitarra), Lara (bajo) y Raúl (sampler y teclados) para conducirlos hacia fronteras inéditas hasta la fecha. En esas fechas (1999) publicaron el álbum Ktulu, grabado en los estudios Lorentzo Records en Bérriz (Vizcaya), contando con la producción de Carlos Córdoba y Aitor Ariño (Platero y tú, Extremoduro, La Polla Records etc.). Este disco combina el metal de sus raíces con las nuevas tecnologías, melodías más marcadas y más registros de voz.
En diciembre del 2000 publican un disco con Dro/Warner de versiones de grupos tan diferentes como Portishead, Jimi Hendrix y Iron Butterfly llamado 2078" incluyendo en él algunos temas del disco Ktulu remezclados por tres Dj's barceloneses de renombre.
En 2002 contribuyen al disco tributo a Barón Rojo llamado Larga Vida Al... Volumen Brutal con el tema "Satánico plan" y contribuyen en otro recopilatorio del grupo Judas Priest con el tema "The Rage". Entre este año y el 2004 el grupo se toma un descanso.
Ktulu edita su séptimo LP Show Caníbal (2008) con la distribución de Maldito Records y graban un vídeo de su tema “Vuestras guerras”. Este es sin dudas, el trabajo más experimental del grupo.
En 2009 publican en exclusiva para Itunes un solo tema cantado en inglés llamado "Linkslaved".
En 2011 editan su octavo trabajo CD/DVD Visión en la Casa del Caníbal (2011), su primer directo oficial de audio y vídeo grabado en Barcelona, en el que la banda despliega toda su potencia. El CD contiene 17 pistas y el DVD 14 vídeos del directo, un corto de aproximadamente media hora de imágenes en gira y 16 versiones de otras bandas.
Es en el mismo 2011 cuando Ktulu negocia con Avispa music y empieza a trabajar en el noveno disco. Después de unos meses de trabajo en estudio, nace el nuevo disco resultando uno de los más potentes de toda la carrera de la banda. Makinal, que sale a la venta en 2012, es el último trabajo de la banda y es bautizado con toda la experiencia musical del grupo. Muy especial en muchos aspectos, desde el artwork hasta la música.
El 21 de mayo de 2017, el grupo actuó en el concierto solidario No Callarem celebrado en el Parque del Gran Sol de Llefià, a favor de la libertad de expresión y de los derechos humanos y en contra de la censura.
En diciembre de 2018 salió a la venta el libro Pura vida: la historia de Ktulu, escrito por Iván Allué. En él se repasan los más de treinta años de actividad musical de la banda, con una exhaustiva información sobre el grupo y sus pormenores.
Luego de diez años sin haber lanzado ningún nuevo trabajo discográfico, en 2022, Ktulu organizaría una gira por su 35º Aniversario por España tocando su set en directo y a la vez produciendo su LP recopilatorio El alma de las bestias, bajo el sello de "Avispa Music". Bajo ese título, la banda estuvo anunciando durante años que sería un disco recopilatorio con las canciones más reconocidas y algún tema inédito de la primera época de la banda, regrabados con su nueva formación. Sin embargo este álbum finalmente nunca vio la luz. 

## Discografía

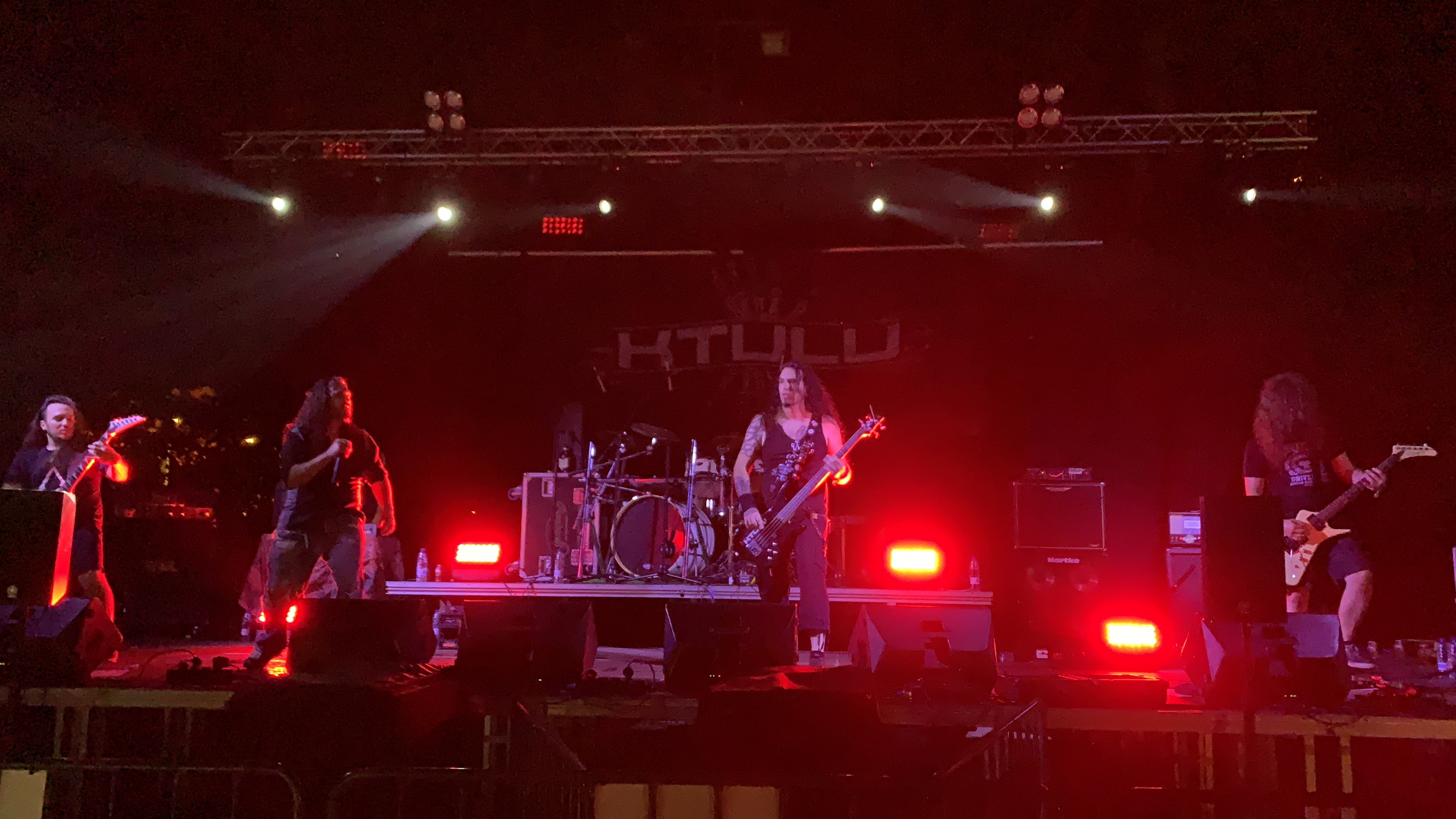
Ktulu en directo (julio de 2019)

| Año  | Título                        |
| ---- | ----------------------------- |
| 1991 | Involución                    |
| 1994 | Orden Genético                |
| 1997 | Confrontación                 |
| 1998 | El Latido del Miedo           |
| 1999 | Ktulu                         |
| 2000 | 2078"                         |
| 2008 | Show Caníbal                  |
| 2011 | Visión en la Casa del Caníbal |
| 2012 | Makinal                       |